# Julio Hernán Rossi
Pour les articles homonymes, voir Rossi.
Julio Hernán Rossi est un footballeur italo-argentin né le 22 février 1977 à Buenos Aires.

## Biographie
Mesurant 1,75m pour 73 kg, il peut évoluer à divers postes de l'attaque : en soutien ou sur un des côtés. Il a passé l'essentiel de sa carrière en Suisse, au FC Lugano puis au FC Bâle avant de tenter l'aventure de la Ligue 1 française, recruté par le FC Nantes en janvier 2006. Sa vision du jeu et sa détermination sont ses principaux atouts. Cependant le 6 juillet 2007, à la suite de la relégation de son équipe en Ligue 2, il résilie son contrat avec le FC Nantes d'un commun accord avec le club. Il retourne en Suisse et signe à Neuchâtel Xamax le 11 juillet 2007.

## Palmarès
- 1997 : Vainqueur du championnat d'Argentine (Club Atlético River Plate).
- 2003 : Vainqueur de la Coupe de Suisse (FC Bâle).
- 2004, 2005 : Vainqueur du championnat de Suisse (FC Bâle).
- 1er match en L1 : FC Nantes - OGC Nice le 14 janvier 2006 (0-0).